# Bécassin roux
Limnodromus griseus
Espèce
Statut de conservation UICN

 VU A2bd+3bd+4bd : Vulnérable
Le Bécassin roux (Limnodromus griseus), également appelé Bécassin siffleur, Bécassin à bec court ou Limnodrome à bec court, est une espèce d'oiseaux limicoles de la famille des Scolopacidae.

## Description

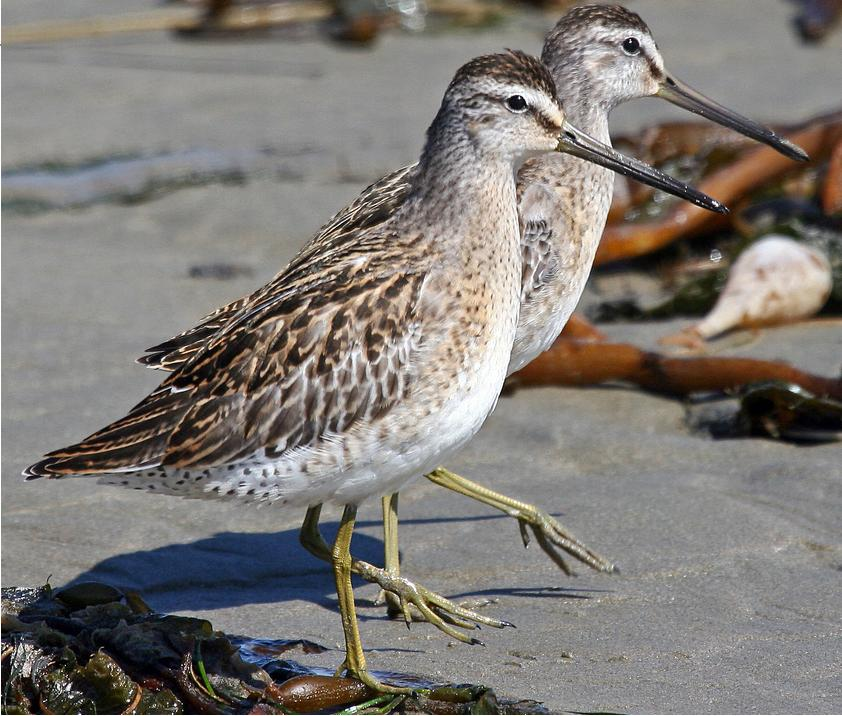
plumage d'hiver
(Morro Bay, Californie)

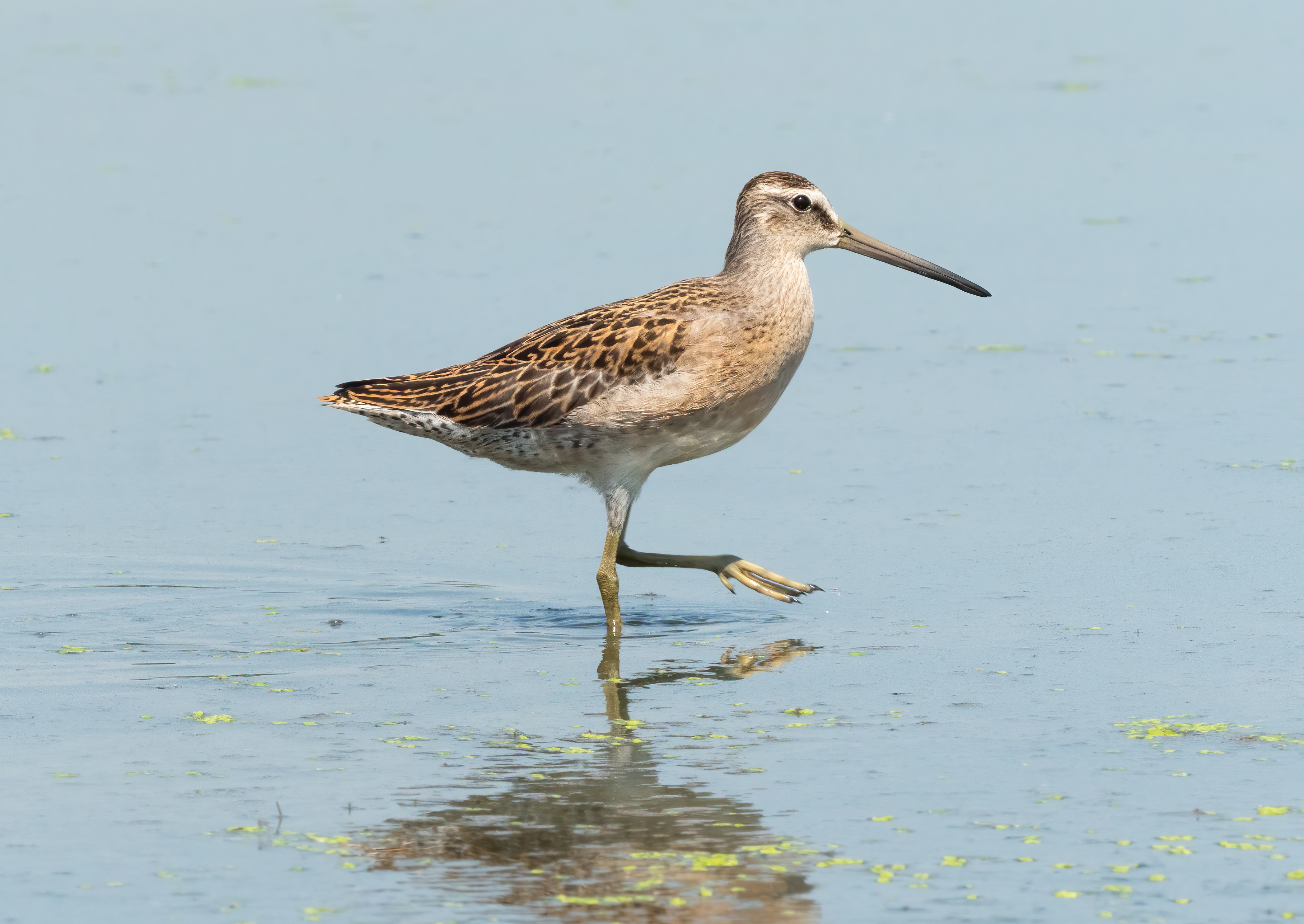
Un Bécassin roux en baie de Jamaica. Aout 2021.

Le corps de l'adulte est brun foncé sur le dessus et roux en dessous. La queue est rayée noir et blanc. Les jambes sont jaunes. Le ventre et les flancs permettent de distinguer les trois sous-espèces : 
- L. g. caurinus avec le ventre blanc avec de larges rayures sur les flancs et la poitrine densément tachetée ;
- L. g. hendersoni avec le ventre roux et les flancs tachetés ;
- L. g. griseus avec le ventre blanc et les flancs rayés.

Le plumage d'hiver est en grande partie gris.
Aucune de ces sous-espèces ne combine le ventre et les flancs roux rayés du Bécassin à long bec.
Il ressemble beaucoup à ce dernier et les deux étaient considérés comme conspécifiques jusqu'en 1950. Leur identification sur le terrain demeure difficile aujourd'hui. Ils diffèrent de façon subtile au niveau du plumage, de façon plus substantielle dans les vocalisations mais pas sur la longueur du bec.

## Cri
Son cri est plus doux que celui du Bécassin au long bec ce qui est utile dans l'identification, en particulier lorsque la différenciation des plumages adultes est difficile.

## Alimentation
Il se nourrit dans l'eau peu profonde ou dans la boue humide. Il mange principalement insectes, mollusques, crustacés et vers marins, mais aussi un peu de matériel végétal.

## Reproduction
Il niche sur le sol, habituellement près de l'eau. Le nid est une dépression peu profonde dans les touffes d'herbes ou la mousse, qui est bordée de fines herbes, de brindilles et de feuilles. La femelle y pond quatre, parfois trois, œufs bruns tachés d'olive. L'incubation dure 21 jours et est assurée par les deux sexes.
Les jeunes quittent le nid peu après l'éclosion. Le rôle des parents n'est pas bien connu mais on pense que la femelle part et laisse le mâle s'occuper des poussins qui trouvent seuls leur propre nourriture.

## Sous-espèces
D'après la classification de référence (version 14.1, 2024) de l'Union internationale des ornithologues, le Bécassin roux possède 3 sous-espèces (ordre philogénique) :
- Limnodromus griseus caurinus Pitelka 1950 ;
- Limnodromus griseus hendersoni Rowan, 1932 ;
- Limnodromus griseus griseus (Gmelin, JF, 1789).

## Habitat et répartition

zone de nidification
voie migratoire
aire d'hivernage

Le Bécassin roux vit de manière disparate au Canada et en Alaska ; il hiverne le long des côtes tropicales d'Amérique.
Son habitat de reproduction inclut tourbières, marais littoraux, vasières ou clairières de forêts.
Il supporte une grande variété d'autres habitats, comme la toundra dans le nord et les étangs et les vasières dans le sud.
Les trois sous-espèces ne nichent pas dans les mêmes zones géographiques, repérables sur la carte avec les trois zones orange : 
- L. g. caurinus à l'Ouest, au Yukon et en Alaska ;
- L. g. hendersoni au centre, dans la Prairie canadienne ;
- L. g. griseus à l'Est, au Québec et au Labrador.